# HC Poděbrady
HC Poděbrady (celým názvem: Hockey Club Poděbrady) je český klub ledního hokeje, který sídlí v Poděbradech ve Středočeském kraji. Od sezóny 2010/11 působí ve Středočeské krajské lize, čtvrté české nejvyšší soutěži ledního hokeje. Klubové barvy jsou červená a černá.
Své domácí zápasy odehrává na zimním stadionu Poděbrady.

## Historické názvy
Zdroj:
- 195? – Sokol Sklo Poděbrady
- HC Poděbradka Poděbrady (Hockey Club Poděbradka Poděbrady)
- 2008 – HC Stadion Poděbrady (Hockey Club Stadion Poděbrady)
- 2010 – HC Poděbrady (Hockey Club Poděbrady)

## Přehled ligové účasti
Stručný přehled
Zdroj:
- 1952–1953: Středočeská I. B třída – sk. A (3. ligová úroveň v Československu)
- 1955–1956: Oblastní soutěž – sk. C (3. ligová úroveň v Československu)
- 1956–1958: Oblastní soutěž – sk. D (3. ligová úroveň v Československu)
- 1995–1996: Středočeský krajský přebor (4. ligová úroveň v České republice)
- 1996–1998: Krajský přebor – Praha (4. ligová úroveň v České republice)
- 2003–2004: Středočeský krajský přebor (4. ligová úroveň v České republice)
- 2008–2010: Středočeská krajská soutěž (5. ligová úroveň v České republice)
- 2010–2016: Středočeská krajská liga (4. ligová úroveň v České republice)
- 2016–2017: Středočeská krajská soutěž (5. ligová úroveň v České republice)
- 2017– : Středočeská krajská liga – sk. Východ (4. ligová úroveň v České republice)

Jednotlivé ročníky
Zdroj:
Legenda: ZČ - základní část, červené podbarvení - sestup, zelené podbarvení - postup, fialové podbarvení - reorganizace, změna skupiny či soutěže
| Československo (1952 – 1993) |                                       |           |           |                                       |                         |
| Sezóny                       | Soutěž                                | Úroveň    | ZČ        | Play-off, nadstavba, sk. o udržení... | Poznámky                |
| 1952/53                      | Středočeská I. B třída – sk. A        | 3. úroveň | 1. místo  | Finále I. B třídy (prohra)            | Reorganizace            |
| ...                          |                                       |           |           |                                       |                         |
| 1955/56                      | Oblastní soutěž – sk. C               | 3. úroveň | 3. místo  |                                       | Změna skupiny           |
| 1956/57                      | Oblastní soutěž – sk. D               | 3. úroveň | 4. místo  |                                       |                         |
| 1957/58                      | Oblastní soutěž – sk. D               | 3. úroveň | 4. místo  |                                       | Sestup                  |
| ...                          |                                       |           |           |                                       |                         |
| Česko (1993 – )              |                                       |           |           |                                       |                         |
| Sezóny                       | Soutěž                                | Úroveň    | ZČ        | Play-off, nadstavba, sk. o udržení... | Poznámky                |
| ...                          |                                       |           |           |                                       |                         |
| 1995/96                      | Středočeský krajský přebor            | 4. úroveň | 1. místo  | Baráž o 2. ligu (prohra)              | Přechod do jiného kraje |
| 1996/97                      | Krajský přebor – Praha                | 4. úroveň | 2. místo  |                                       |                         |
| 1997/98                      | Krajský přebor – Praha                | 4. úroveň | 3. místo  |                                       | Přechod do jiného kraje |
| ...                          |                                       |           |           |                                       |                         |
| 2010/11                      | Středočeský krajský přebor            | 4. úroveň | 7. místo  |                                       | Odhlášení ze soutěže    |
| ...                          |                                       |           |           |                                       |                         |
| 2008/09                      | Středočeská krajská soutěž            | 5. úroveň | 3. místo  |                                       |                         |
| 2009/10                      | Středočeská krajská soutěž            | 5. úroveň | 1. místo  |                                       | Postup                  |
| 2010/11                      | Středočeská krajská liga              | 4. úroveň | 11. místo |                                       |                         |
| 2011/12                      | Středočeská krajská liga              | 4. úroveň | 9. místo  |                                       |                         |
| 2012/13                      | Středočeská krajská liga              | 4. úroveň | 11. místo |                                       | sk. o udr.              |
| 2013/14                      | Středočeská krajská liga              | 4. úroveň | 9. místo  |                                       |                         |
| 2014/15                      | Středočeská krajská liga              | 4. úroveň | 9. místo  |                                       |                         |
| 2015/16                      | Středočeská krajská liga              | 4. úroveň | 12. místo |                                       | Sestup                  |
| 2016/17                      | Středočeská krajská soutěž            | 5. úroveň | 4. místo  | Semifinále                            | Postup                  |
| 2017/18                      | Středočeská krajská liga – sk. Východ | 4. úroveň | 7. místo  |                                       |                         |
| 2018/19                      | Středočeská krajská liga – sk. Východ | 4. úroveň | 2. místo  | Semifinále                            |                         |
| 2019/20                      | Středočeská krajská liga – sk. Východ | 4. úroveň |           |                                       |                         |